# Biotalys
Biotalys is een Belgisch bedrijf dat biologische gewasbeschermingsproducten ontwikkelt. Het bedrijf is in Gent gevestigd en heeft circa 70 werknemers.
Biotalys werd in 2013 door het VIB opgericht onder de naam AgroSavfe.
In 2021 ging Biotalys naar de beurs. Bij de beursgang werd 55 miljoen euro opgehaald. Sinds 2 juli 2021 staat het bedrijf geregistreerd aan Euronext in Brussel.